# میهال پزدان

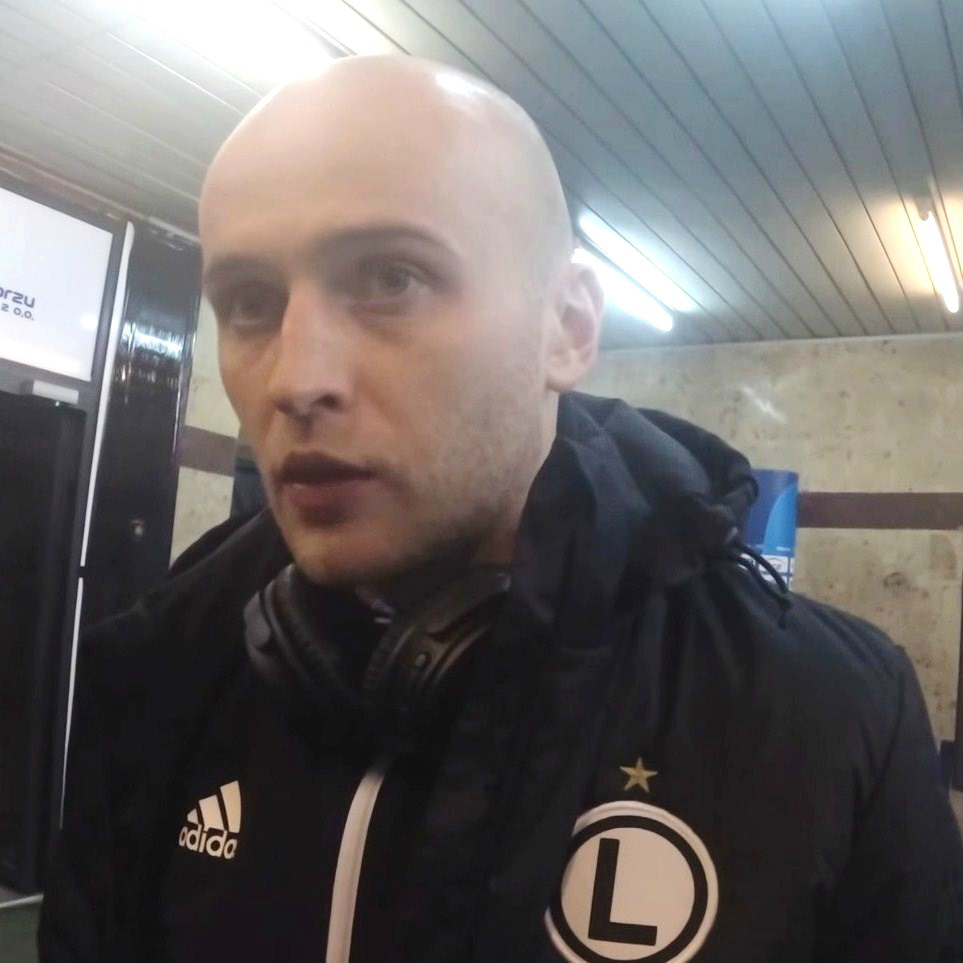
میهال پزدان بازیکن اهل لهستان

میهال پزدان (لهستانی: Michał Pazdan؛ زادهٔ ۲۱ سپتامبر ۱۹۸۷) بازیکن فوتبال اهل لهستان است.
از باشگاه‌هایی که در آن بازی کرده‌است می‌توان به گورنیک زابژه، یاگلونیا بیاویستوک، لگیا ورشو و آنکاراگوچو اشاره کرد.
وی همچنین در تیم ملی فوتبال لهستان بازی کرده‌است.